# 規則化英語
規則化英語(きそくかえいご、en:Regularized Inglish)は、スウェーデンの言語学者Axel Wijkによって考案され、提唱された改訂版の英語の綴り字システムであり、1959年の著書「Regularized English：可能な解決のための新しい詳細な計画をともなう英語綴り字改革問題への調査」に提示・発表されている。 Wijk(ヴァイク)の綴り字システムは、ほかの20世紀の改革案と比較して、穏健である。現在の英語の綴りを、たとえば、完全に表音的な表記法で置き換えるのではなく、Wijk(ヴァイク)のねらいは、"不一致部分をより規則的な音価の綴りで"置き換えることであった。 さらに、 (gent と goat におけるような)２つの別々の子音発音に対応する <g> の使い方のような、ある種の一貫性の欠如はそのままにされ、/k/の音に対応する<k>、<c>、<qu>や、/s/の音に対応する<c>と<s>も、保存される。 二重音字の<ph>は放棄されるが、<gh>は黙字として使われる場合には保存される：したがって、high はそのままだが、roughはそうではない。結果的に、規則化英語(Regularized Inglish)は、現在の英語の綴り字システムを使って綴られた単語の90から95%と一致する。
新しい書記素として⟨aa⟩と⟨dh⟩の導入が提案された。前者は father の "a" の音をあらわす。後者は[ð](dh)を[θ](th)と区別するためだが、語頭では常に⟨th⟩が用いられる。また、[z]は ⟨z⟩で表記される(abzolv(e), theze, vizion, ple(a)zure)。
Wijk(ヴァイク)は、それぞれ"教養ある社会の方言"に基づいて、別々にアメリカとイギリスの標準正書法があるべきだと提唱した。 しかしながら、このような違いが英語のさまざまな地域的な変種にも拡張されるべきだとは感じなかった。

## サイレントeの用法
語末のサイレントeは、提案された改革綴り字においては厳格に規制されるべきである。現行の綴り字法では、主に次の通り。
- 母音字＋子音字＋e　で、母音発音が「長い」ことを示す場合。(bake, bathe, write, note)
- 音節の終わりの -ce, -ge で、c, g の発音が「軟音」であることを示す場合。(peace, since, damage)
- ストレスある音節の -ore において。(core, fore, omnivore)[8]
- 母音二重音字あるいは子音字の直後の -se において。(cease, else, pulse)
- 母音二重音字あるいは子音字の直後の -ze において。(breeze, freeze)
- ストレス有無関係なく音節＋子音字１つ＋-le, -re において。(table, acre)

以上のような場合、規則化英語では e を維持する。あてはまらない場合は、綴りを修正する。
- 「長音」に無関係なときは e を落とす。giv, hav.
- その一方、発音の適切な案内として望ましいと思われるのならば e を追加する。[9]finde, milde, pinte, bothe, moste, truthe, moone, roote, boosteなど。

## 二重子音字の用法
しばしば、二重子音字は、直前の母音字の読み方が「短い」ことをあらわす。二重化の有無の変更のためだけに綴りを変更することは(ほとんど)ないが、ほかの理由で綴りを変更するときは、二重子音字を追加あるいは除去することがある。
以下、例を挙げる。
- ready, steady, sweater, weapon は、reddy, steddy, swetter, weppon になる。
- couple, double, trouble は、cupple, dubble, trubble になる。
- triple, treble は、tripple, trebble になる。
- courage, flourish, nourish は、currage, flurrish, nurrish になる。
- cousin, dozen は、cuzzin, duzzen になる。
- knowledge は knolledge になる。
- leopard, shepherd, women は、leppard, shepperd, wimmen になる。
- honey, money は、hunney, munney になる。
- busy, coming, column, solemn は、bizzy, cumming, collum, sollem になる。
- any, many は、eny, meny になる。子音字は二重にならない。
- body, city, pity, very などは、そのまま。子音字は二重にならない。
- cover, oven, heaven, heavy は、cuver, uven, heven, hevy になるが、子音字は二重にならない。
- oppose, suppose は、oppoze, suppoze になるが、その際、二重子音字はそのまま維持される。
- possess, possession は、pozess, pozession になる。

## 無声音と有声音の綴りの区別
- 過去形・過去分詞形の語尾を発音どおりに表記する。baket(baked), jumpt(jumped), stopt(stopped), misst(missed).
- 動詞の三単現と名詞の複数形では -(e)s をそのまま維持。ただし、iz(is), haz(has), sez(says), duz(does)などは要注意。
- 接尾辞 -(e)s 以外では、"s" と "z" の区別(use, uze)をはっきりさせる。base, cease, dose, grease ; az(as), hiz(his), noze(nose), roze(rose), pleaze(please).
- "th"は、語頭ではそのまま(think, this)だが、それ以外では、無声音/θ/(th)と有声音/ð/(dh)の区別をする。south, sudhern(southern), badhe(bathe).
- "x"は、無声音/ks/でも有声音/gz/でも使われる。exam, exile, exit, luxurious.
- of は "ov" になる。off はそのまま。

## 同音異義語の綴りの区別
ルールにあてはまらない綴りを書きかえる際の例。
- bear（動詞）を bair に、bear（名詞）を bayr に、書きかえる。
- isle を ile に、aisle を yle に、書きかえる。
- key を kee に、quay を kea に、書きかえる。
- yolk を yoek に書きかえて、yoke と区別する。
- holm を hoem に書きかえて、home と区別する。
- break, great, steak を breik, greit, steik に書きかえる。（brake, grate, stake と区別。）

## 綴りと発音の混乱
規則化英語のルールでは、つぎのようなことがありうる。
- buy は、bye と同じ綴りになり、by と区別する。ちなみに、guy は、そのまま。
- call, hall, mall, pall, wall は、(ルール上は)caul, haul, maul, Paul, waul と同じ綴りになる。
- flow と floe が、ともに floe になる。
- full が fooll になり、fool が foole になる。oo_e で /u:/ をあらわす。
- loose はそのままで、lose が looze になる。
- none が nun になり、nun は nunn になる。
- one が wun になり、won は wunn になる。
- onion が unnion になり、union と混同するおそれがある。
- ought は aught と同じ綴りになる。
- pull が pooll になり、pool は poole になる。oo_e で /u:/ をあらわす。
- salt が sault になり、sault /su:/ が(ルール上は) soo になる。ちなみに、sue はそのまま。
- show が shoe になり、shoe は shoo になる。
- some が sum になり、sum は summ になる。
- son が sun になり、sun は sunn になる。
- throw と throe が、ともに throe になる。
- tow が toe と同じ綴りになる。
- two が too と同じ綴りになる。
- wander が wonder になり、wonder が wunder になる。
- want が wont になる。
- ward が word になり、word は wurd になる。
- warm が worm になり、worm は wurm になる。
- warn が worn になり、worn は worne になる。

## サンプルテキスト
以下は、Wijk（ヴァイク）によって（規則化英語で）書かれ、ジョン・コーワンによってわずかに簡素化そしてアメリカ化されたバージョンのen:Dick Whittingtonの物語である：
Wunce upon a time thare livd a poor boy named Dick Whittington, hooze faather and muther were bothe ded. Having neether home nor frends, he roamed about the cuntry trying to ern hiz living. Sumtimes he cood not finde any wurk, and he offen had to go hungry.
On market days he herd the farmers tauk about the greit city of Lundon. They sed that its streets were paved with gold. So Dick made up hiz minde to go to Lundon and seek hiz fortune. Packing hiz clothes into a bundle and cauling hiz faithful cat he started out. After days and days ov wauking, the hungry lad finally reached Lundon.

原著p.321の原文（"electronic copy of Wijk's book"参照）と比較。
- 本家の規則化英語では、動詞の過去形の -ed は、発音に応じて綴りを変えるのだが、上に載せてある文では、ほとんど伝統的綴り字そのままになっている。
- 本家の規則化英語では、英米の発音の違いに合わせて綴りを変える単語があるのだが、ここでは米国式優先になっている。
- 本家の規則化英語には、thについて、無声音ならそのまま、語頭以外で有声音ならdhに書き直すルールがあった。[13]上記の使用例では、dh を使わず th だけですませてある。